# Pteronotus personatus
Pteronotus personatus é uma espécie de morcego da família Mormoopidae. Pode ser encontrada na América Central e no norte da América do Sul, exceto na região amazônica.